# Alternance phonétique
En linguistique, l’alternance phonétique est un phénomène morphophonologique par lequel le radical d’un mot présente une variation dans sa réalisation sonore. L’alternance a lieu entre deux phones (sons) ou groupe de phones, ou bien entre un son/groupe de sons et son absence. Elle se produit au cours de la flexion ou de la dérivation, en marquant toute seule ou associée à un affixe, les traits grammaticaux du mot, c’est-à-dire, selon la langue en cause, son nombre, son genre, son cas, sa forme verbale, etc., respectivement elle différencie le mot dérivé du mot base,,,.
Les sons ou groupes de sons qui alternent sont parfois considérés comme des infixes, c’est-à-dire des moyens d’une flexion ou d’une dérivation appelées internes. En anglais, par exemple, il y a des infixes comme les voyelles des mots sing (forme de base du verbe « chanter » ~ sang (passé simple du verbe) ~ sung (participe du verbe) ~ song (le nom « chanson »).
Si une alternance n’est pas associée à l’ajout d’un affixe, comme dans l’exemple ci-dessus, elle est appelée indépendante. Si, par contre, elle est causée par l’ajout d’un affixe, il s’agit d’une alternance combinatoire, appelée aussi conditionnée.
L’alternance peut se produire entre voyelles, comme dans l’exemple précédent, entre une voyelle et une semi-voyelle, entre une voyelle et une diphtongue, entre diphtongues, entre une voyelle et une consonne, entre consonnes ou groupes de consonnes, et une alternance vocalique peut avoir lieu en même temps avec une alternance consonantique. Il y a aussi des cas où un son ou un groupe de sons alterne avec zéro.
Les alternances sont des modifications phonétiques qui ont lieu dans l’état de la langue à un moment donné, elles sont synchroniques. Certaines existent en vertu de modifications produites dans une certaine période de l’évolution de la langue (diachroniques). Un exemple de telle alternance est, en roumain, [o] ~ [o̯a]. La diphtongue s’est formée au cours de l’évolution du latin au roumain, modification conditionnée par la présence d’un [a] dans la syllabe suivante, qui est devenu [ə], ex. porta > poartă « portail ». En roumain, cette modification reste combinatoire, par conséquent, si dans la syllabe suivante il n’y a plus de [ə], la diphtongue redevient [o] : poartă ~ porți « portails ».
L’alternance phonétique, surtout l’indépendante, est caractéristique pour les langues appelées flexionnelles mais, comme les types de langues ne sont pas exclusifs, elle se trouve dans des langues d’autres types aussi.

## Dans quelques langues flexionnelles
En français il y a des alternances des types suivants :
- voyelle ~ voyelle : répéter ~ il/elle répète, il/elle peut ~ il/elle put[6] ;
- voyelle ~ semi-voyelle : il/elle loue [lu] ~ nous louons [lwɔ̃], il/elle tue [ty] ~ nous tuons [tɥɔ̃], il/elle lie [li] ~ nous lions [ljɔ̃][7] ;
- consonne ~ consonne : neuf ~ neuve[6] ;
- consonne ~ zéro : ils/elles battent ~ il/elle bat, étudiante ~ étudiant[6].

Le roumain se distingue parmi les langues romanes par son système complexe d’alternances. Elles peuvent être :
- voyelle ~ voyelle : fată « fille » ~ fete « filles », (eu) fac « je fais » ~ făcut « fait » (participe), măr « pommier » ~ meri « pommiers », tânăr « jeune » ~ tineri « jeunes »[4] ;
- voyelle ~ diphtongue : negru « noir » ~ neagră « noire », (eu) scot « je sors » (« j’extrais ») ~ scoate « il/elle sort »[4] ;
- voyelle ~ zéro : usuc « je sèche » (transitif direct) ~ uscăm « nous séchons »[3] ;
- diphtongue ~ diphtongue : băiat « garçon » ~ băieți « garçons »[3] ;
- consonne ~ consonne : (eu) pot « je peux » ~ poți « tu peux », brad « sapin » ~ brazi « sapins », urs « ours » (singulier) ~ urși (pluriel), (eu) plec [plek] « je pars » ~ pleci [plet͡ʃʲ] « tu pars »[4] ;
- groupe de consonnes ~ groupe de consonnes : muscă « mouche » ~ muște « mouches »[4] ;
- voyelle ~ voyelle et consonne ~ consonne en même temps : carte « livre » ~ cărți « livres », toți « tous » ~ tuturor « de/à tous »[4].

Le nombre de membres des alternances phonétiques dans un même paradigme peut être de deux en roumain (les exemples ci-dessus) ou de trois : să vadă « qu’il/elle voie » ~ văd « je vois » ~ vede « il/elle voit » , port « je porte » ~ poartă « il/elle porte » ~ purtăm « nous portons », rămas « resté »~ rămăsei « je restai » ~ rămân « je reste ».
En serbe:
- consonne ~ consonne : Srbija « Serbie » ~ srpski « serbe » ;
- voyelle ~ consonne : beo « blanc » ~ bela « blanche », pepeo « cendre » ~ pepela « de la cendre » (cas génitif) ;
- voyelle ~ zero : borac « combattant » ~ borcu « au combattant » (cas datif).

En allemand : Haus « maison » ~ Häuser « maisons » ~ Häuschen « maisonnette ».
En latin : facio « je fais » ~ feci « je fis » ~ efficio « j’achève ».
En espagnol : hace « il/elle fait » ~ hice « je fis » ~ hecho « fait » (participe).
En arabe : kitab « livre » ~ katib « scribe, écrivain » ~ kataba « a écrit ».

## En hongrois
Bien que ce soit une langue agglutinante, il existe en hongrois aussi des alternances semblables aux précédentes, mais seulement de nature combinatoire.
L’ajout de certains suffixes provoque la modification de la quantité de la voyelle la plus proche du suffixe, de longue à brève. Exemples d’alternance à l’ajout du suffixe de pluriel : víz « eaux » ~ vizek, tűz « feu » ~ tüzek, út « chemin » ~ utak, szótő « radical de mot » ~ szótövek, ló « cheval » ~ lovak. Dans le cas des voyelles á [aː] et é [eː] il y a en même temps modification de quantité et de degré d’aperture : nyár [ɲaːr] « été » ~ nyarak [ɲɒrɒk], kéz [keːz] « main » ~ kezek [kɛzɛk].
Un phénomène plus général que celui ci-dessus concerne les voyelles a [ɒ] et e [ɛ] quand elles sont finales de radical ou de suffixe. Alors, avec relativement beaucoup de suffixes, la modification est inverse : alma « pomme » ~ almás « aux pommes », medve « ours » (cas nominatif) ~ medvét (cas accusatif).
Il y a aussi des alternances voyelle ~ zéro, dans le cas de certains mots : bokor « buisson » ~ bokrok « buissons », fürödtem « je me suis baigné(e) » ~ fürdik « il/elle se baigne », terem « salle » (cas nominatif) ~ termet (cas accusatif), fekete « noir(e) » ~ feketít « il/elle noircit ».
Dans certains radicaux verbaux il y a, en tant qu’irrégularités, alternance consonne ~ consonne ou consonne ~ zéro, par exemple eszünk « nous mangeons » ~ ehet « il/elle peut manger » (le radical e + le suffixe -het) ~ evés « action de manger ».

## Sources bibliographiques
- (ro) Bidu-Vrănceanu, Angela et al., Dicționar general de științe. Științe ale limbii [« Dictionnaire général des sciences. Sciences de la langue »], Bucarest, Editura științifică, 1997  (ISBN 973-440229-3) (consulté le 27 septembre 2019)
- (hu) Bokor, József, « Szóalaktan » [« Morphologie »], A. Jászó, Anna (dir.), A magyar nyelv könyve [« Le livre de la langue hongroise »], 8e édition, Budapest, Trezor, 2007  (ISBN 978-963-8144-19-5), p. 254-292 (consulté le 27 septembre 2019)
- (ro) Constantinescu-Dobridor, Gheorghe, Mic dicționar de terminologie lingvistică [« Petit dictionnaire de terminologie linguistique »], Bucarest, Albatros, 1980
- Dubois, Jean et al., Dictionnaire de linguistique, Paris, Larousse-Bordas/VUEF, 2002 (consulté le 21 mars 2023)
- Fiodorov, V. A., Теоретическая фонетика французского языка. Учебно-методическое пособие для вузов [« Phonétique théorique du français. Manuel pour les universités »], Centre de publication et d’impression de l’Université d’État de Voronej »], 2008 (consulté le 21 mars 2023)
- Maurice Grevisse et André Goosse, Le Bon Usage : grammaire française, Bruxelles, De Boeck Université, 2007, 14e éd., 1584 p. (ISBN 978-2-8011-1404-9, lire en ligne [PDF])
- (hu) Kiefer, Ferenc, « 3. fejezet – Alaktan » [« Chapitre 3 – Morphologie), Kiefer, Ferenc (dir.), Magyar nyelv [« La langue hongroise »], Budapest, Akadémiai Kiadó, 2006  (ISBN 963-05-8324-0), p. 34-49 (consulté le 21 mars 2023)
- (sr) Klajn, Ivan, Gramatika srpskog jezika [« Grammaire de la langue serbe »], Belgrade, Zavod za udžbenike i nastavna sredstva, 2005  (ISBN 86-17-13188-8) (consulté le 27 septembre 2019)
- (ro) Sala, Marius et Vintilă-Rădulescu, Ioana, Limbile lumii. Mică enciclopedie [« Les langues du monde. Petite encyclopédie »], Bucarest, Editura Științifică și Enciclopedică, 1981
- (hu) Siptár, Péter, « 2. fejezet – Hangtan » [« 2e chapitre – Phonétique et phonologie »], Kiefer, Ferenc (dir.), Magyar nyelv [« La langue hongroise »], Budapest, Akadémiai Kiadó, 2006  (ISBN 963-05-8324-0), p. 14-33 (consulté le 21 mars 2023)